# Palais Schwarzenberg (Graz)

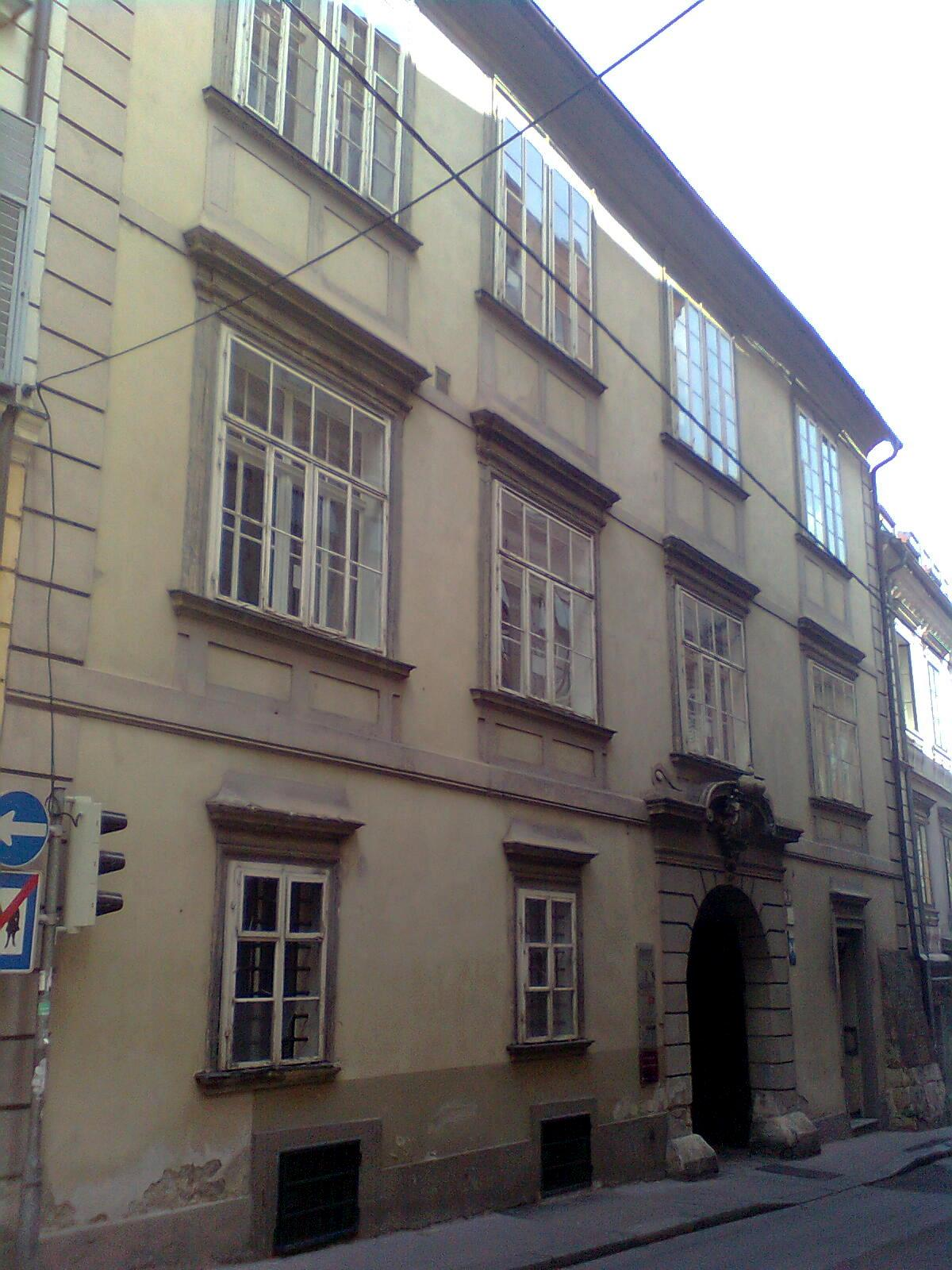
Palais Schwarzenberg

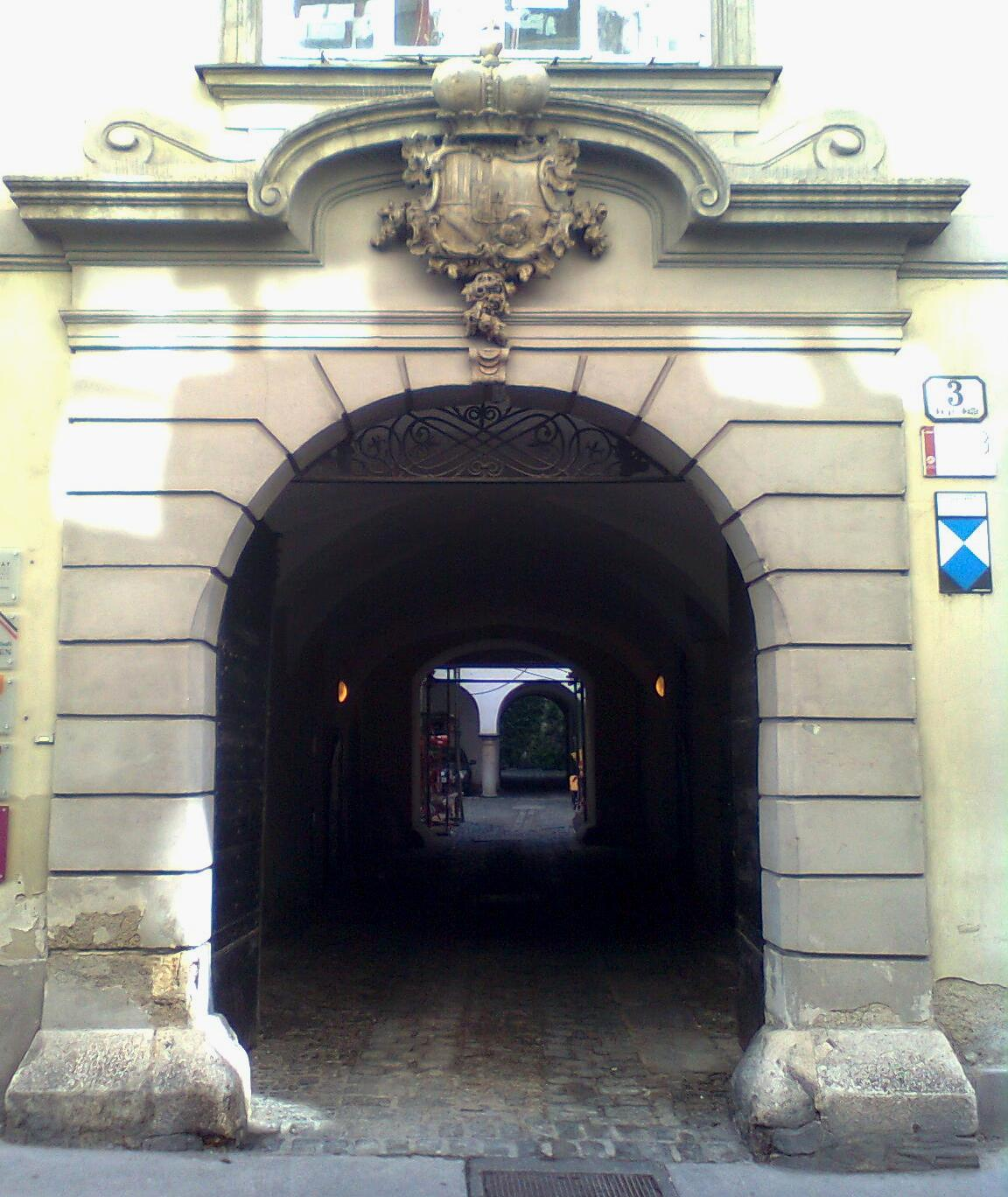
Palais Schwarzenberg

Das Palais Schwarzenberg ist ein ehemaliges Grazer Stadtpalais in der Bürgergasse im Bezirk Innere Stadt.

## Geschichte
Um 1570 und 1580 wurde das heutige Palais Schwarzenberg unter Einbeziehung zweier Vorgängerbauten errichtet. Es befand sich 1596 im Besitz eines Hanns Jakob Khisl, Freiherr zum Kaltenbrunn und Gonowitz. Das Gebäude wurde im Jahr 1613 von Khisl an den Gurker Bischof und Freiherrn Johann Jakob von Lamberg verkauft. Sein Nachfolger, Bischof Sebastian von Lodron, veräußerte es 1631 an den Grafen Georg Ludwig von Schwarzenberg, von dem das Palais seinen Namen erhielt. Der neue Besitzer ließ das Palais umbauen und gab dem Haus sein bis heute bestehendes Aussehen. 1775 wurde das Palais von Fürst Ferdinand von Schwarzenberg in einen Familienfideikommiss der Schwarzenberg eingebracht. Ein Garten auf der Seite der Burggasse wurde 1853 verkauft und ein Jahr später wurde der Fideikommiss aufgetilgt. Das Palais ging in den Besitz eines Dr. Smital über.
Im Jahr 1964 fand eine Restaurierung unter der Leitung von Julius Kastner statt. Zu dieser Zeit kam es auch zu einer Öffnung der bis dahin vermauerten Hofarkaden. Die Räumlichkeiten wurden schließlich vermietet, unter anderem an die heutige Kunstuniversität Graz, deren Institut für Kirchenmusik und Orgel mit dem von Gunther Rost gegründeten Zentrum für Orgelforschung sich im Palais Schwarzenberg befindet. 2015 wurde das Gebäude renoviert. Ab 2016 finden im neuen Orgelkonzertsaal der Kunstuniversität Graz öffentliche Konzerte statt.

## Architektur und Gestaltung
Für ein Palais besitzt das Palais Schwarzenberg einen ungewöhnlich schmalen und lang gestreckten Grundriss. Das Gebäude hat drei Geschoße und besitzt eine glatte Fassade aus der Bauzeit. Dem Baumeister Joseph Hueber wird die Gestaltung des Rundbogen-Steinportals zugeschrieben, über dem sich eine Rokoko-Kartusche mit dem Wappen der Familie Schwarzenberg befindet. Diese wurde nach der Art Johannes Piringers gestaltet. Das schmiedeeiserne Oberlichtgitter stammt aus dem zweiten Viertel des 17. Jahrhunderts.
Durch das Portal gelangt man über ein Stichkappengewölbe in den Renaissance-Innenhof mit Arkadengängen, deren Rundbögen von toskanischen Säulen getragen werden. Den zweiten Innenhof erreicht man durch einen spätgotischen Torrahmen aus dem Ende des 15. Jahrhunderts. Dort befindet sich auch ein Hinterhaus mit zwei Stockwerken. Im ersten Stockwerk des straßenseitig gelegenen Traktes steht ein Kachelofen (um 1810/1820) und im zweiten Stock wurde 1964 ein Laub- und Bandelwerk-Stuckplafond aus der Zeit um 1730 freigelegt.